# Acontia cyanipha
Acontia cyanipha là một loài bướm đêm trong họ Noctuidae.